# Trieng Paloh
Trieng Paloh is een bestuurslaag in het regentschap Pidie van de provincie Atjeh, Indonesië. Trieng Paloh telt 685 inwoners (volkstelling 2010).